# 롱비엔 대교
롱비엔 대교(베트남어: Cầu Long Biên / 橋龍編)는 베트남 하노이 시내를 베트남 북부에서 흐르는 홍강에 걸친 1680m 길이의  철교이다. 롱비엔역의 동쪽에 위치해 있다.

## 개요
프랑스 식민지 시대에 하이퐁과 하노이를 철도로 연결할 목적으로 만들어졌고, 베트남 전쟁 동안 미군에 의해 반복적인 폭격을 받아 파괴되었다가 복구되어 오늘날에도 이용되고 있다. 이 때문에 다리 중앙 부근의 산 모양의 디자인은 파괴된 상태로 남아있다. 롱비엔(龍編)은 ‘용이 뛰는’이라는 의미로 철도 선로와 보도가 있고, 자전거가 통행할 수 있다. 최근에는 노후화 문제가 제기되고 있다. 파리의 에펠탑을 디자인한 귀스타브 에펠이 설계했다는 설도 있지만, 진상은 불분명하다.
2005년 상영된 SBS 추석 특집 드라마 《하노이 신부》에서도 롱비엔 다리 위에서 달리는 장면이 나왔다.

## 역사
1897년부터 1902년까지 5년간 인도차이나 총독을 지낸 폴 두메르는 프랑스 본국에 식민지 재정을 의지하지 않고, 주민토지세, 인두세 등을 징수하거나 소금과 아편 등의 특허에 의한 막대한 이익을 얻어 대규모 공공사업을 많이 했다. 1900년 무렵부터는 하노이에서 남북철도가 깔리고 하이퐁 항구가 개항되면서 하이퐁과 하노이를 철도로 연결할 용도로 이 다리를 건설했다. 프랑스 다이데 & 필(Dayde et Pille) 사가 건설공사를 낙찰하고 1899년에 착공, 3년 후인 1902년에 준공했다. 폴 두메르 총독의 이름을 따서 ‘두메르 다리’로 명명될 당시에는 인도차이나에서 가장 크고, 가장 아름다운 다리라고 불렸다. 구조는 철골에 의한 트러스 구조로 우아한 곡선을 겸비하여 실루엣이 에펠탑을 옆으로 한 것처럼 보인다라는 말도 있었다.
1980년대 중반까지 철도를 비롯해 자동차와 오토바이, 자전거, 보행자 모두 사용할 수 있었지만, 1986년 쯔엉즈엉 대교가 완성되면서 한때 자동차와 자전거의 통행은 금지되었다. 그 후, 쯔엉즈엉 대교의 체증을 해소하기 위해, 2005년 이후는 다시 자전거만 통행이 허용되고 있다.

## 갤러리

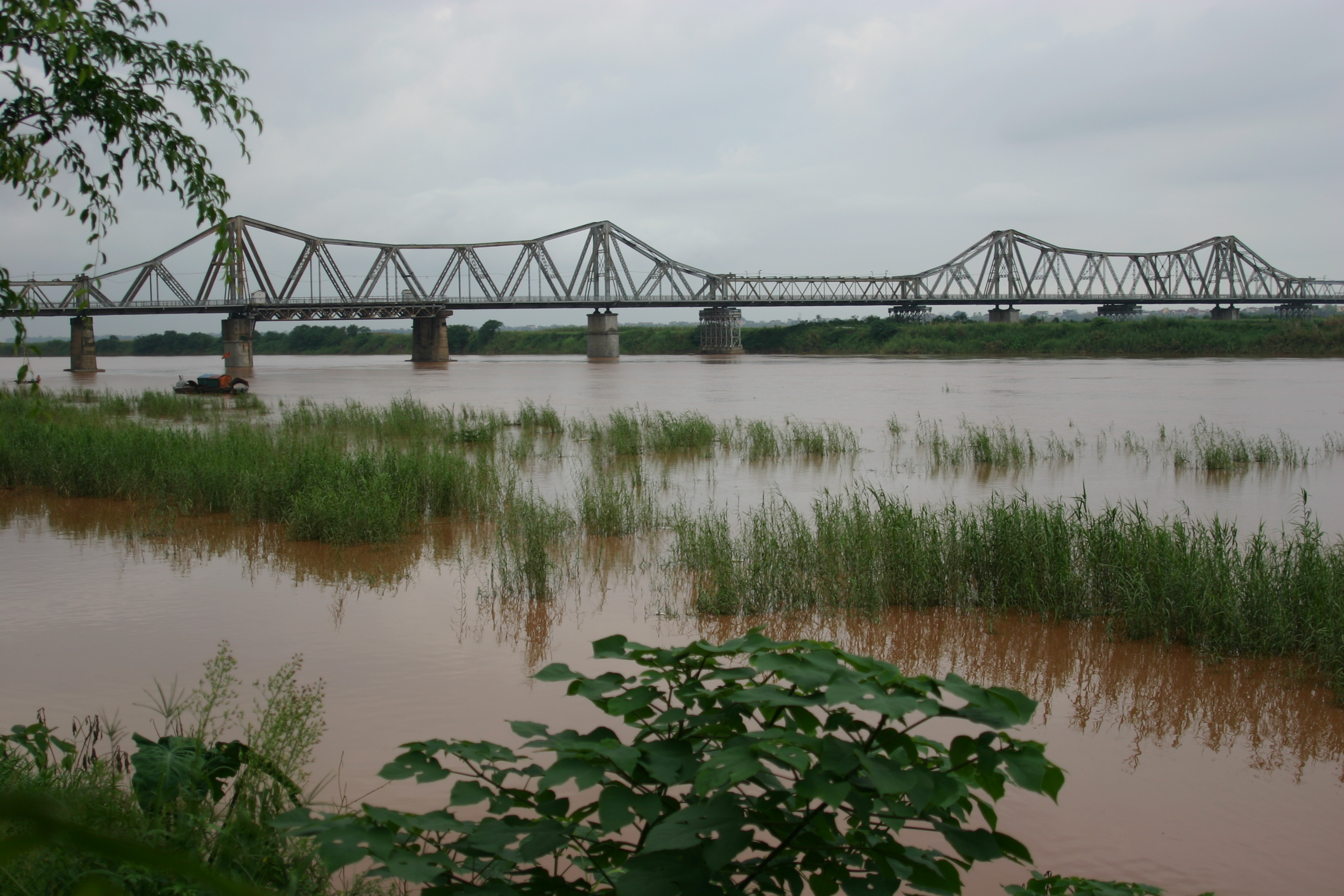
전체 길이 약 1700m
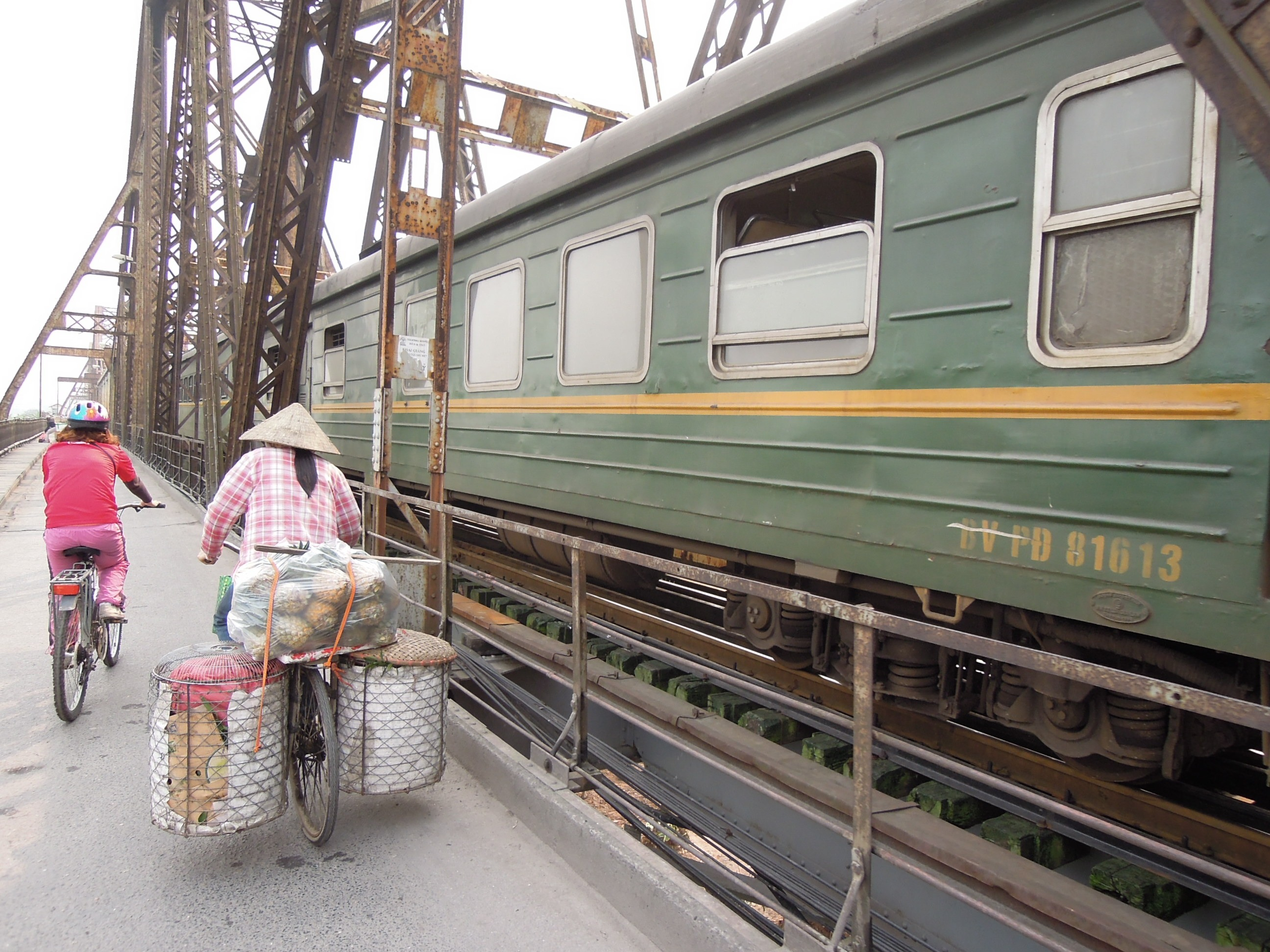
철도 선로와 보도가 설치된 교량
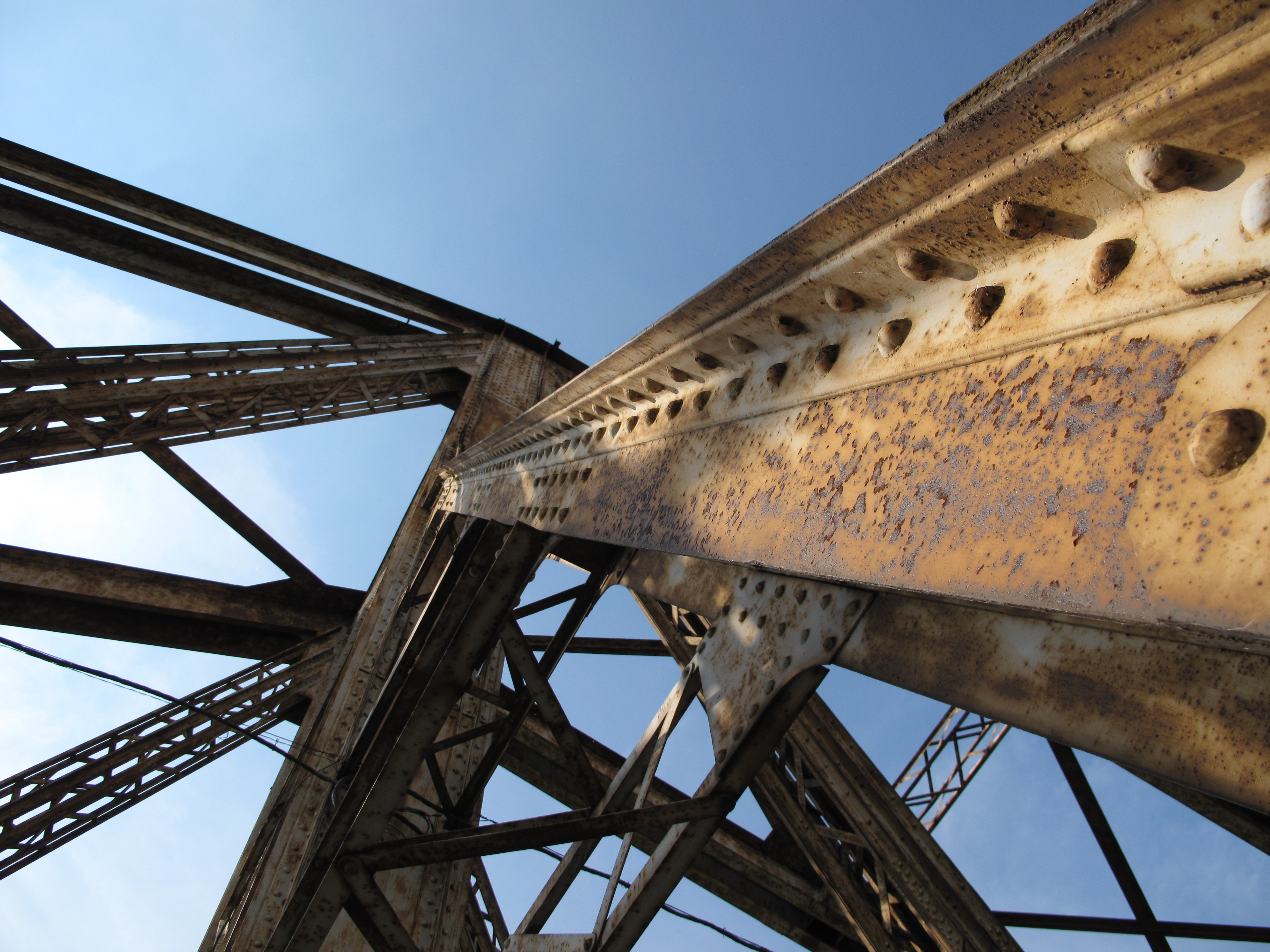
트러스 구조
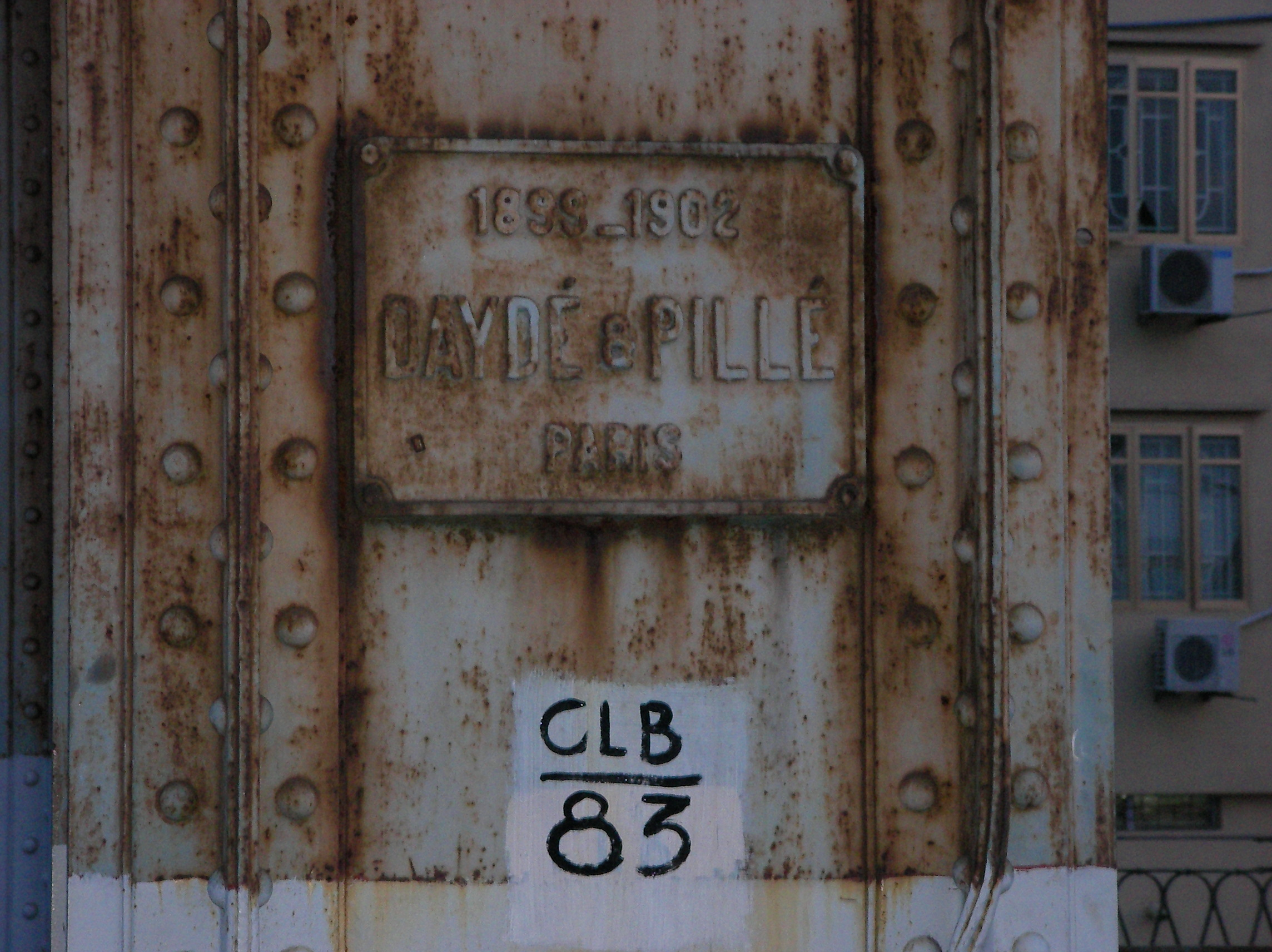
Dayde et Pille 사의 이름이 새겨진 건설 당시의 명판
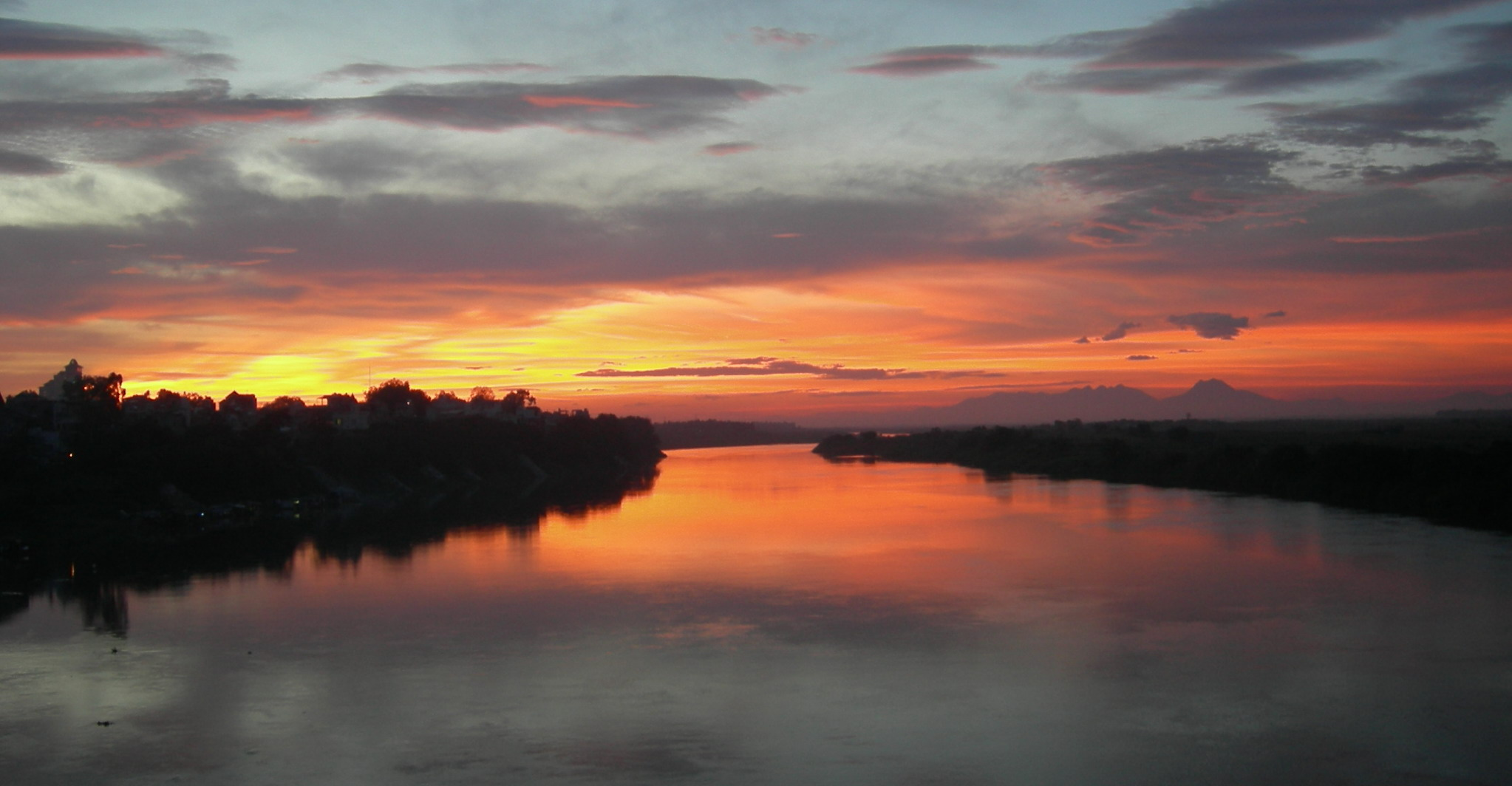
롱비엔 다리의 석양
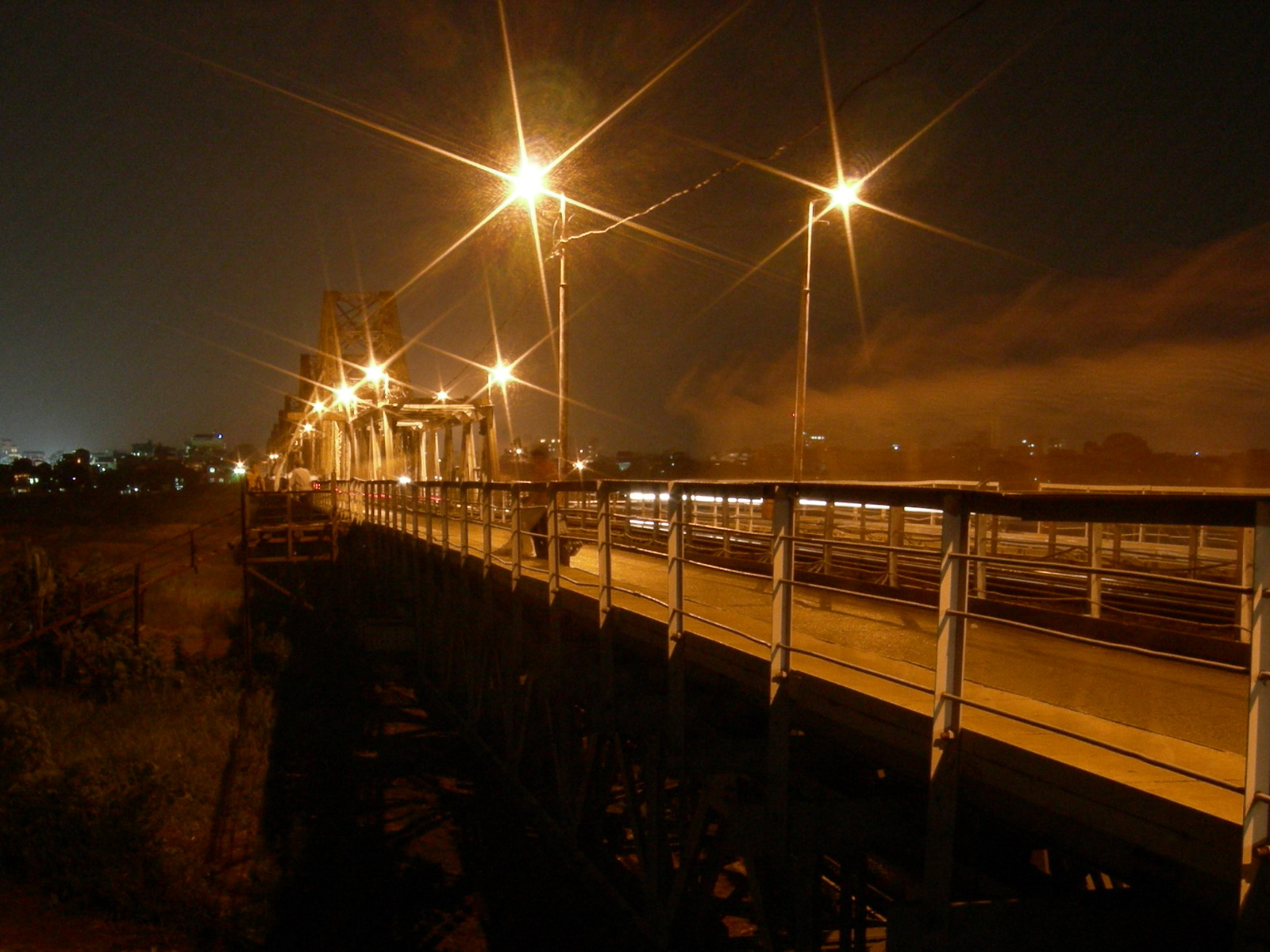
롱비엔 다리의 야경